# Episodi di Due come noi (terza stagione)
La terza stagione della serie televisiva Due come noi è stata trasmessa in anteprima negli Stati Uniti d'America dalla CBS tra il 20 settembre 1989 e il 16 maggio 1990.
| nº | Titolo originale            | Titolo italiano | Prima TV USA      | Prima TV Italia |
| -- | --------------------------- | --------------- | ----------------- | --------------- |
| 1  | I Only Have Eyes for You    |                 | 20 settembre 1989 |                 |
| 2  | The Lady in Red             |                 | 27 settembre 1989 |                 |
| 3  | Easy to Love                |                 | 4 ottobre 1989    |                 |
| 4  | The Way You Look Tonight    |                 | 11 ottobre 1989   |                 |
| 5  | Dancing in the Dark         |                 | 25 ottobre 1989   |                 |
| 6  | It All Depends on You       |                 | 1º novembre 1989  |                 |
| 7  | Out of Nowhere              |                 | 8 novembre 1989   |                 |
| 8  | Sweet Leilani               |                 | 15 novembre 1989  |                 |
| 9  | My Shining Hour             |                 | 29 novembre 1989  |                 |
| 10 | Long Ago and Far Away       |                 | 6 dicembre 1989   |                 |
| 11 | What Child Is This?         |                 | 13 dicembre 1989  |                 |
| 12 | In the Still of the Night   |                 | 3 gennaio 1990    |                 |
| 13 | You Turned the Tables on Me |                 | 10 gennaio 1990   |                 |
| 14 | One More for the Road       |                 | 17 gennaio 1990   |                 |
| 15 | Who's Sorry Now?            |                 | 31 gennaio 1990   |                 |
| 16 | I'll Dance at Your Wedding  |                 | 7 febbraio 1990   |                 |
| 17 | My Buddy                    |                 | 14 febbraio 1990  |                 |
| 18 | By Myself                   |                 | 28 febbraio 1990  |                 |
| 19 | I Ain't Got No Body         |                 | 7 marzo 1990      |                 |
| 20 | Put Your Dreams Away        |                 | 14 marzo 1990     |                 |
| 21 | If I Didn't Care            |                 | 28 marzo 1990     |                 |
| 22 | You're Driving Me Crazy     |                 | 4 aprile 1990     |                 |
| 23 | You Took Advantage of Me    |                 | 25 aprile 1990    |                 |
| 24 | My Heart Belongs to Daddy   |                 | 2 maggio 1990     |                 |
| 25 | Danny Boy                   |                 | 9 maggio 1990     |                 |
| 26 | Chinatown, My Chinatown     |                 | 16 maggio 1990    |                 |